# Список пісень Paramore
Нижче представлений список пісень американського рок-гурту Paramore, заснованого у місті Франклін, Теннессі, у 2004 році Гейлі Вільямс (вокал), Джеремі Девісом (бас) та Тейлором Йорком (гітара). Колишні учасники гурту — Джош Фарро та Зак Фарро. У 2005 році гурт підписав контракт з нью-йоркською студією Fueled by Ramen. Наразі гурт записав 3 альбоми — All We Know Is Falling (2005), Riot! (2007) та Brand New Eyes, а також 3 мініальбом та 2 живі виступи. У цей час гурт випустив 14 синглів.

## Пісні
| Назва                                        | Рік  | Альбом                                                  | Тривалість | Інформація |
| -------------------------------------------- | ---- | ------------------------------------------------------- | ---------- | --- |
| «Adore»                                      | 2004 | Невидана пісня                                          | 3:28       | - Написана Гейлі Вільямс, Ніком Тревісіком та Роджером Ніколсом |
| «All I Wanted»                               | 2009 | Brand New Eyes                                          | 3:48       | - Оригінальна назва — «All I Wanted Was You» - Пісня ніколи не виконується на концертах |
| «All We Know»                                | 2005 | All We Know Is Falling                                  | 3:13       | - Третій сингл з альбому All We Know Is Falling |
| «Another Day»                                | 2004 | Невидана пісня                                          | 3:30       | - Написана Гейлі Вільямс, Ніком Тревісіком та Кері Барлоу |
| «Born For This»                              | 2007 | Riot!                                                   | 4:00       | - Музичне відео було зняте у процесі запису пісні |
| «Breathe»                                    | 2006 | Невидана пісня                                          | 4:52       | - Написана Гейлі Вільямс, Ніком Тревісіком та Джейсоном Байнамом |
| «Brick by Boring Brick»                      | 2009 | Brand New Eyes                                          | 4:14       | - Другий сингл з альбому Brand New Eyes |
| «Brighter»                                   | 2005 | All We Know Is Falling                                  | 3:43       | |
| «Careful»                                    | 2009 | Brand New Eyes                                          | 3:50       | - Інструментальна версія пісні з'явилася у інтернеті за 2 місяці до офіційного релізу - Четвертий сингл з альбому Brand New Eyes                                                               |
| «Conspiracy»                                 | 2005 | All We Know Is Falling                                  | 3:42       | - Перша пісня, написана гуртом |
| «Crushcrushcrush»                            | 2007 | Riot!                                                   | 3:09       | - Третій сингл з британського та ірландського видання альбому Riot! - Жива версія була видана у The Final Riot!                                                                                |
| «Decode»                                     | 2008 | Сутінки: Оригінальний саундтрек                         | 4:21       | - Перший сингл з саундтреку до фільму Сутінки - З'являється у міжнародному виданні альбому Brand New Eyes                                                                                      |
| «Decoy»                                      | 2007 | Ексклюзивний бонусний трек з альбому Riot!              | 3:17       | - Жива версія була видана у The Final Riot! - Була видана як B-Sinde синглу Hallelujah |
| «Emergency»                                  | 2005 | All We Know Is Falling                                  | 4:00       | - Другий сингл з альбому All We Know Is Falling - Жива версія була видана у The Final Riot! |
| «Emergency (Crab Mix)»                       | 2006 | The Summer Tic EP                                       | 4:03       | - Альтернативна версія пісні, що містить вокал Джоша Фарро |
| «Faces in Disguise»                          | 2007 | Невиданий кавер                                         |            | - Кавер на пісню гурту Sunny Day Real Estate |
| «Feeling Sorry»                              | 2009 | Brand New Eyes                                          | 3:05       | |
| «Fences»                                     | 2007 | Riot!                                                   | 3:19       | - Жива версія була видана у The Final Riot! |
| «For a Pessimist, I'm Pretty Optimistic»     | 2007 | Riot!                                                   | 3:50       | - Жива версія була видана у The Final Riot! |
| «Franklin»                                   | 2005 | All We Know Is Falling                                  | 3:18       | - Пісня про місто Франклін, Теннессі, де був започаткований гурт |
| «Hallelujah»                                 | 2007 | Riot!                                                   | 3:23       | - Другий сингл з альбому Riot! - Жива версія була видана у The Final Riot! |
| «Hello, Hello»                               | 2004 | Невидана пісня                                          | 4:21       | - Написана Гейлі Вільямс, Ніком Тревісіком та Роджером Ніколсом |
| «Here We Go Again»                           | 2005 | All We Know Is Falling                                  | 3:46       | - Жива версія була видана у The Final Riot! |
| «Hear You Me»                                | 2008 | Невиданий кавер                                         |            | - Кавер на пісню гурту Jimmy Eat World - Вперше була виконана в Cat's Music у місті Франклін, Теннессі                                                                                         |
| «I Caught Myself»                            | 2008 | Сутінки: Оригінальний саундтрек                         | 3:55       | |
| «Ignorance»                                  | 2009 | Brand New Eyes                                          | 3:38       | - Перший сингл з альбому Brand New Eyes - Вперше була виконана в турі з No Doubt |
| «Renegade»                                   | 2011 | Майбутній реліз, 2011                                   | Невідома   | - Була анонсована на офіційному сайті Paramore |
| «In The Mourning»                            | 2011 | Невидана пісня                                          |            | - Акустична пісня, написана Гейлі Вільямс та Тейлором Йорком - Реліз відбувся на сайті paramore.net 13 січня 2011 року - За словами Гейлі Вільямс, офіційний реліз відбудеться літом 2011 року |
| «Just Like Me»                               | 2006 | Невидана пісня                                          | 4:28       | - Написана Гейлі Вільямс, Ніком Тревісіком та Роджером Ніколсом |
| «Let the Flames Begin»                       | 2007 | Riot!                                                   | 3:18       | - Жива версія була видана у The Final Riot! - Оригінальна назва — «This Is How We Dance» |
| «Long Distance Call»                         | 2009 | Невиданий кавер                                         | Tentative  | - Кавер на пісню гурту Phoenix |
| «Looking Up»                                 | 2009 | Brand New Eyes                                          | 3:29       | - Оригінальна назва — «It's Not A Dream Anymore» |
| «Love's Not a Competition (But I'm Winning)» | 2008 | Radio 1's Live Lounge – Volume 3                        | 2:28       | - Кавер на пісню гурту Kaiser Chiefs |
| «Miracle»                                    | 2007 | Riot!                                                   | 3:31       | - Єдина пісня з альбому Riot!, яка не була виконана вживу для альбому The Final Riot! |
| «Miracle Outro»                              | 2007 | Невидана пісня                                          |            | - Виконана лише вживу - Кожного разу пісня виконується у іншій манері |
| «Misery Business»                            | 2007 | Riot!                                                   | 3:30       | - Жива версія була видана у альбомі The Final Riot! - Сингл, який приніс гуртові популярність                                                                                                  |
| «Misguided Ghosts»                           | 2009 | Brand New Eyes                                          | 3:02       | - Перший акустичний сингл з усіх трьох альбомів |
| «Monster»                                    | 2011 | Трансформери: Темний бік Місяця: Оригінальний саундтрек | 3:19       | - Перша пісня, записана без участі братів Фарро |
| «My Heart»                                   | 2005 | All We Know Is Falling                                  | 3:59       | - Жива версія пісні була видана у The Final Riot! |
| «My Hero»                                    | 2006 | Sound of Superman                                       | 3:46       | - Кавер на пісню гурту Foo Fighters |
| «My Number One»                              | 2006 | Невидана пісня                                          | 3:47       | |
| «Never Let This Go»                          | 2005 | All We Know Is Falling                                  | 3:40       | - Часто помилково називається «Let This Go» (навіть у iTunes) |
| «Oh Star»                                    | 2005 | The Summer Tic EP                                       | 3:48       | - Перша пісня, написана Гейлі Вільямс і Тейлором Йорком |
| «Playing God»                                | 2009 | Brand New Eyes                                          | 3:03       | - П'ятий сингл з альбому Brand New Eyes |
| «Pressure»                                   | 2005 | All We Know Is Falling                                  | 3:05       | - Жива версія була видана у The Final Riot! - З'являється у грі The Sims 2 |
| «Rewind»                                     | 2007 | Riot! (версія для Best Buy/iTunes UK)                   | 3:48       | - Демо - Вперше була виконана у 2006 році |
| «Stay Away»                                  | 2006 | Невидана пісня                                          | 3:39       | |
| «Stop This Song (Lovesick Melody)»           | 2007 | Riot! (версія для Японії та Best Buy/iTunes UK)         | 3:23       | - B-side синглу «Misery Business» |
| «Stuck On You»                               | 2006 | The Summer Tic EP                                       | 4:28       | - Кавер на пісню гурту Failure |
| «Sunday, Bloody Sunday»                      | 2007 | «Misery Business» Vinyl 2                               | 4:20       | - Кавер на пісню гурту U2 - B-side |
| «Sweetness»                                  | 2008 | Невидана пісня                                          |            | - Кавер на пісню гурту Jimmy Eat World |
| «Swim in Silence»                            | 2004 | Невидана пісня                                          | 5:36       | - Написана Гейлі Вільямс, Ніком Тревісіком та Роджером Ніколсом |
| «Temporary»                                  | 2007 | Riot! (версія для вебмагазину Fueled by Ramen)          | 3:24       | - Демо - Вперше виконана 2006 року |
| «That's What You Get»                        | 2007 | Riot!                                                   | 3:43       | - Жива версія була видана у The Final Riot! |
| «The Only Exception»                         | 2009 | Brand New Eyes                                          | 4:28       | - Третій сингл з альбому Brand New Eyes |
| «This Circle»                                | 2006 | The Summer Tic EP                                       | 4:05       | |
| «Throwing Punches»                           | 2006 | Невидана пісня                                          | 4:52       | - Написана Гейлі Вільямс |
| «Turn It Off»                                | 2009 | Brand New Eyes                                          | 4:20       | |
| «Use Somebody»                               | 2009 | Radio 1's Live Lounge (невидана)                        | 4:09       | - Кавер на пісню гурту Kings of Leon |
| «Walk the Line»                              | 2008 | Невиданий кавер                                         |            | - Кавер на пісню Джонні Кеша - Виконана вживу в Cat's Music у місті Франклін, Теннессі |
| «We Are Broken»                              | 2007 | Riot!                                                   | 3:40       | - Жива версія була видана у The Final Riot! |
| «When It Rains»                              | 2007 | Riot!                                                   | 3:35       | - Демо-версія була видана як B-Side синглу «Hallelujah» |
| «Where the Lines Overlap»                    | 2009 | Brand New Eyes                                          | 3:19       | - Вперше була виконана в турі з No Doubt |
| «Whoa»                                       | 2005 | All We Know Is Falling                                  | 3:21       | |
| «You Ain't Woman Enough»                     | 2009 | Coal Miner's Daughter                                   |            | - Кавер на пісню Лоретти Лінн - Вперше виконана вживу під час шоу у Нешвіллі, штат Норфолк, у 2010 році - Також була видана у альбомі з каверами пісень Лоретти Лінн                           |